# Alouette à collier
Amirafra collaris
Espèce
Répartition géographique
Statut de conservation UICN

 LC  : Préoccupation mineure
L’Alouette à collier (Amirafra collaris) est une espèce d'oiseaux de la famille des Alaudidae que l'on trouve en Afrique de l'Est.

## Description

### Répartition et habitat
L'Alouette à collier a une aire de répartition considérable, estimée à 530 000 km2 sur une zone allant de l'Est de l'Éthiopie et de la Somalie jusqu'au centre du Kenya.
Son habitat naturel est la prairie sèche de plaine subtropicale ou tropicale.

## Taxonomie
L'Alouette à collier était autrefois placée dans le genre Mirafra. C'est l'une des trois espèces qui ont été déplacées vers le genre Amirafra en 2023,. L'espèce est monotypique, cela signifie qu'aucune sous-espèce n'est connue.